# مایانتویاکو

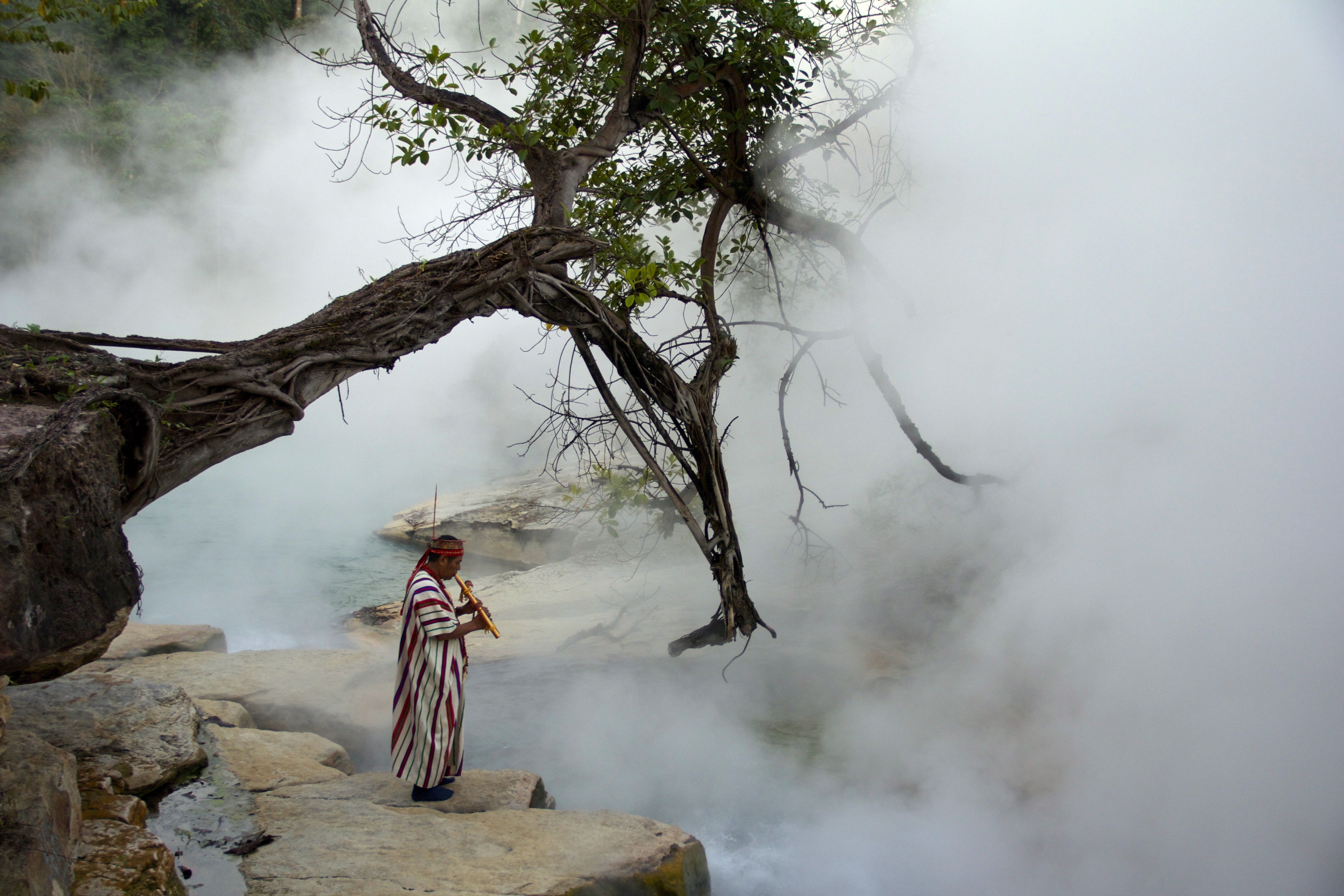
رودخانه جوشان آمازون (شانای تیمپیشکا) با استاد خوان فلورس در زیر درخت رناکو. دمای آب در زمان عکس، 86 درجه سانتی گراد (حدود 187 درجه فارنهایت)

رودخانه‌ی مایانتویاکو رودخانه ای جوشان در اعماق جنگل‌های بارانی آمازون در کشور پرو می باشد. این رودخانه در نزدیکی شهر پوکایپا واقع شده است. رودخانه‌ی جوشان مایانتویاکو دارای ۲۵ متر عرض و ۶ متر عمق است، ولی طول آن فقط ۶.۴ کیلومتر می باشد. دمای آب بین ۵۰ تا ۹۰ درجه سانتی‌گراد است و در برخی نقاط به ۱۰۰ درجه سانتی‌گراد هم می‌رسد. این رودخانه به زبان بومی‌های ساکن این منطقه «شانای-تیمپیشکا» نامیده می‌شود که به معنی «جوشیده بر اثر حرارت آفتاب» است.